# Ценікрівірок
Ценікрівірок (англ. Cenicriviroc), відомий також як TAK-652 і TBR-652 (міжнародна транскрипція CVC) — синтетичний експериментальний противірусний препарат, розроблений для лікування ВІЛ-інфекції, а в комбінації з препаратом тропіфексор застосовується для лікувального неалкогольного стеатогепатиту. Препарат розроблений у співпраці компаній «Takeda Pharmaceutical» і «Tobira Therapeutics». Ценікрівірок є інгібітором рецепторів CCR2 і CCR5, та належить до групи препаратів, названих інгібіторами проникнення, які запобігають проникненню вірусу ВІЛ у клітину людини. На думку частини дослідників, інгібування CCR2 може спричинювати протизапальний ефект.
У 2010 році було проведено подвійне сліпе рандомізоване плацебо-контрольоване клінічне дослідження для оцінки противірусної активності, безпеки та переносимості ценікрівіроку. У ВІЛ-інфікованих хворих, які приймали ценікривірок, спостерігалося значне зниження вірусного навантаження, при цьому ефект застосування утримувався до двох тижнів після припинення лікування. У 10-х роках ХХІ століття проводились додаткові клінічні дослідження ІІ фази щодо ефективності ценікрівіроку в лікуванні ВІЛ-інфекції.
Дані клінічних досліджень ефективності ценікрівіроку фази IIb, представлені на ХХ конференції з ретровірусних та опортуністичних інфекцій у березні 2013 року, показали подібні показники вірусної супресії: 76 % у хворих, які приймали 100 мг ценікривіроку, 73 % у хворих, які приймали 200 мг ценікривіроку, і 71 % у хворих, які приймали ефавіренз. Показники відсутності відповіді були вищими при застосуванні ценікрівіроку, однак, значною мірою через більший відхід хворих з дослідження. Нова таблетована форма з меншим розміром таблетки може покращити прихильність до препарату. При спостереженні за іммунологічними та запальними біомаркерами в групах із застосуванням ценікрівіроку рівень СР-1 підвищився, а рівень розчинного CD14 зменшився.
Ценікрівірок також досліджується щодо ефективності при застосуванні в лікуванні COVID-19 у двох окремих клінічних дослідженнях: у дослідженні ACTIV-I, яке проводить Національний центр наукових запозичень США, де його ефективність порівнюється з низкою інших імуномодулюючих засобів, та дослідженні «Charité Cenicriviroc» в лікарні Шаріте в Берліні. Станом на 2 липня 2021 року стартував набір учасників обох досліджень, і очікується, що вони завершаться у вересні 2021 року.